# 12123 Pazin
12123 Pazin è un asteroide della fascia principale. Scoperto nel 1999, presenta un'orbita caratterizzata da un semiasse maggiore pari a 2,4379989 UA e da un'eccentricità di 0,1965008, inclinata di 2,31775° rispetto all'eclittica.
L'asteroide è dedicato all'omonima città croata il cui esonimo in italiano è Pisino.